# Guillem de Plandolit i d'Areny
Guillem de Plandolit i d'Areny (català: Guillem Maria de Plandolit i d'Areny)  (la Seu d'Urgell, 19 de febrer de 1822 - Tolosa, 23 de febrer de 1876) va ser un noble urgellenc, baró de Senaller i Gramenet, polític i industrial andorrà. Actualment, la seva casa familiar, és una casa-museu i l'Auditori Nacional d'Andorra. A la seva ciutat natal, La Seu d'Urgell, hi té dedicat un carrer.

## Biografia
Era fill de Josep de Plandolit-Targarona i de Pons i de Maria Rosa d'Areny i de Senaller-Jordana, pubilla dels Areny d'Ordino. Succeí la seva àvia Maria de Senaller-Jordana i Gramenet (†1846) en la baronia de Senaller i Gramenet.
Es dedicava a la indústria del ferro al Principat d'Andorra i va encapçalar la Nova Reforma andorrana de reforma de les institucions andorranes, sent Síndic General.
Es coneix ben poca cosa sobre la família dels Arenym però se sap que van estar a Andorra del 1600 fins al 1900. El primer hereu ben documentat és Guillem Areny Vidal, fill de Peirona Vidal de Segudet i de Guillem Areny. Pel que fa als orígens del seu pare tampoc es té molta informació i es pensa que potser va ser un cabaler que havia aconseguit emancipar-se. També sobrevola la teoria que era un estranger casat amb la filla d'una casa d'Ordino. Sigui com sigui, abans que prengui protagonisme al país, la família es va acostar a la noblesa gràcies a aliances matrimonials que li van permetre un estatus destacat i reconegut fora del país. Al segle xix el bisbe d'Urgell i copríncep d'Andorra era designat pel rei d'Espanya, cosa que va empènyer la família a tenir bones relacions amb ell de manera a apropar-se als llinatges reials espanyols. Durant el segle xviii la família acostumava a ser anomenada com a pagès, negociant o notari. A mesura però que es va apropant als llinatges catalans (Senaller, Jordana, Plandolit, etc) i espanyols la designació també va canviar. L'any 1719 Guillem passà a ser cavaller, títol que va aconseguir gràcies a l'avituallament de les tropes espanyoles que volien foragitar les franceses que van entrar a Catalunya el 1719. El bisbe Simeó de Guinda va demanar l'ajuda dels andorrans, i Guillem Areny Torres va acudir voluntàriament.
La família Areny-Plandolit era aficionada a la lectura, la caça i l'esquaix. Els llibres de la seva biblioteca personal són avui dia el segon fons patrimonial més important i conservat a l'Arxiu Nacional d'Andorra, després del de la casa Rossell. A dins s'hi ha trobat uns 22.300 documents, 121 pergamins i 139 llibres. Això sense comptar amb el fons fotogràfic de 4.000 plaques que converteix el fons en el més important dels pirineus catalans. Es pot parlar d'un autèntic tresor bibliogràfic, ja que no només conté material propi del país, sinó que també material estranger procedent, per exemple, del Japó. Un element que denota de la riquesa d'aquesta família que podia, per tant, viatjar.
La família va ser la primera a fundar companyies ovines i siderúrgiques. Es van associar amb la casa Rossell d'Ordino per fundar la farga del Serrat i del Puntal. L'alçament dels Segadors (1640) va provocar el tancament d'aquestes dues primeres fargues, però no van trigar a obrir-ne d'altres fins poder edificar la seva pròpia l'any 1753. S'explica doncs fàcilment per què Guillem d'Areny-Plandolit va voler encapçalar la reforma dels progressistes o també anomenats reformadors del segle xix. La família també fou responsable d'una botiga a Tàrrega i de xarxes de traginers a Andorra, així com el primer museu andorrà. Es tractava d'un museu naturalista, ja que membres de la família sabien dissecar animals. Sent, a més, amants de la caça Guillem d'Areny-Plandolit va voler aportar diverses espècies a la població andorrana. El museu, però, es va enderrocar quan la família va abandonar el país i per sobre s'ha construït l'Auditori Nacional d'Ordino.
Per entendre els motius que van portar a Guillem de Plandolit a involucrar-se a la reforma feta des de dalt s'ha de matisar la situació. Guillem va utilitzar la confrontació que tenia amb el camp opositor per adherir-se a aquesta reforma. I gràcies a aquesta va ser nomenat síndic. El càrrec de síndic s'ha d'entendre actualment, i en comparació a les altres democràcies europees, com el president del parlament. Ara bé, en aquell moment exercia sobretot de ministre d'afers exteriors. Per tant, va ser ell qui posà tot en pràctica perquè la Nova Reforma fos ratificada per Napoleó III. També va ser ell qui, amb el suport del subsíndic Anton Maestre, va aconseguir que el Consell General aprovés la concessió a la banca Duvivier de París per crear casinos a Andorra. Però la passivitat amb què es va comportar quan Duvivier va voler construir el casino a la solana del Pas de la Casa el va portar a ser arrestat pels revolucionaris del 1881. Maestre es va oposar aferrissadament a aquesta retallada de contracte i va organitzar precisament el sollevament del 1881. Si en un principi els Guillem d'Areny-Plandolit van gaudir de popularitat, ben aviat la situació es va girar en contra d'ells.
En l'actualitat, el responsable de la Nova Reforma ha esdevingut un dels andorrans més cèlebres del país i que evoca en l'imaginari andorrà luxe i poder. La casa on va viure, avui transformada en museu i situada a Ordino, és sens dubte l'exemple més clar del que era viure en una família acomodada del segle xix a Andorra. Dit altrament, és el clar exemple de com vivien els focs. Ara bé, quan es parla d'aquesta família se sol utilitzar la fórmula «casa Plandolit» o «d'Areny-Plandolit» en referència a aquest senyor, perquè participà d'una manera més que important en l'economia del país. Per fer-se'n una idea, s'estima que era el responsable de pagar el 40% dels impostos que els focs devien als comuns i Consell General.

## La Nova Reforma
Abans del 1866, a Andorra el Consell General (el parlament) estava monopolitzat pels anomenats focs, és a dir, famílies riques de les quals la Casa Areny-Plandolit en feia part. Dits focs tenien el privilegi de votar i ser elegits, cosa que no passava amb les cases més pobres, els casalers. La segona revolució industrial va empènyer l'economia andorrana a una crisi sense precedents i la població va veure més que mai la necessitat de canviar i acabar amb el monopoli que exercien algunes famílies del país. Així, el 1866 es va proclamar la Nova Reforma, que Guillem d'Areny-Plandolit va signar i arran de la qual va ser elegit Síndic General. La Nova Reforma va aconseguir que tots els caps de casa votessin, sense distinció entre focs i casalers. També feia incompatible el càrrec de Conseller General (parlamentari) amb el de Cònsol (alcalde), establia la durada dels càrrecs a 4 anys i obligava una renovació cada 2 anys de la meitat dels consellers tant del Comú (ajuntament) com del Consell (parlament), entre d'altres.
S'establí com oficial la bandera tricolor que barreja els colors de la bandera francesa i espanyola, proposada per Guillem d'Areny-Plandolit a Napoleó III.

## Primer Museu d'Andorra
La família d'Areny-Plandolit també és la responsable de fer arribar, podríem dir-ho d'aquesta manera, la cultura al país, ja que fou per iniciativa privada que gràcies a ells s'obrí el primer museu a Andorra. A l'època del 1866 l'oferta cultural i natural era nul·la.Aquella Andorra encara vivia de la indústria artesanal en una societat estamental amenaçada per les reformes profundes que es vivien a Europa i que acabarien empenyent a l'Andorra dels Comerços que coneixem avui. En aquest entorn, en Pau-Xavier d'Areny-Plandolit, fill de Guillem d'Areny-Plandolit, va decidir obrir un museu privat dedicat a l'exposició d'animals dissecats. Naturalista i taxidermista, en Pau-Xavier posseïa una col·lecció d'animals de tota mena: serps, lleons, elefants, girafes.La família era aficionada a la caça, fet que el va permetre dissenyar un projecte ambiciós que va culminar el 1935. Així doncs, en aquesta data s'obre el Museu de Zoologia d'Andorra que actualment ha sigut substituït per l'Auditori Nacional d'Andorra, a Ordino. L'any 1955 degut a problemes econòmics greus que afectaren la família, la col·lecció d'animals es va vendre al Museu de Zoologia de Barcelona. Les restes que en queden avui són fotografies que es van prendre a l'època i que testimonien del primer Museu del principat. Aquesta venda va marcar un punt final definitiu a una de les famílies nobles més importants que Andorra va tenir.